# Hilates

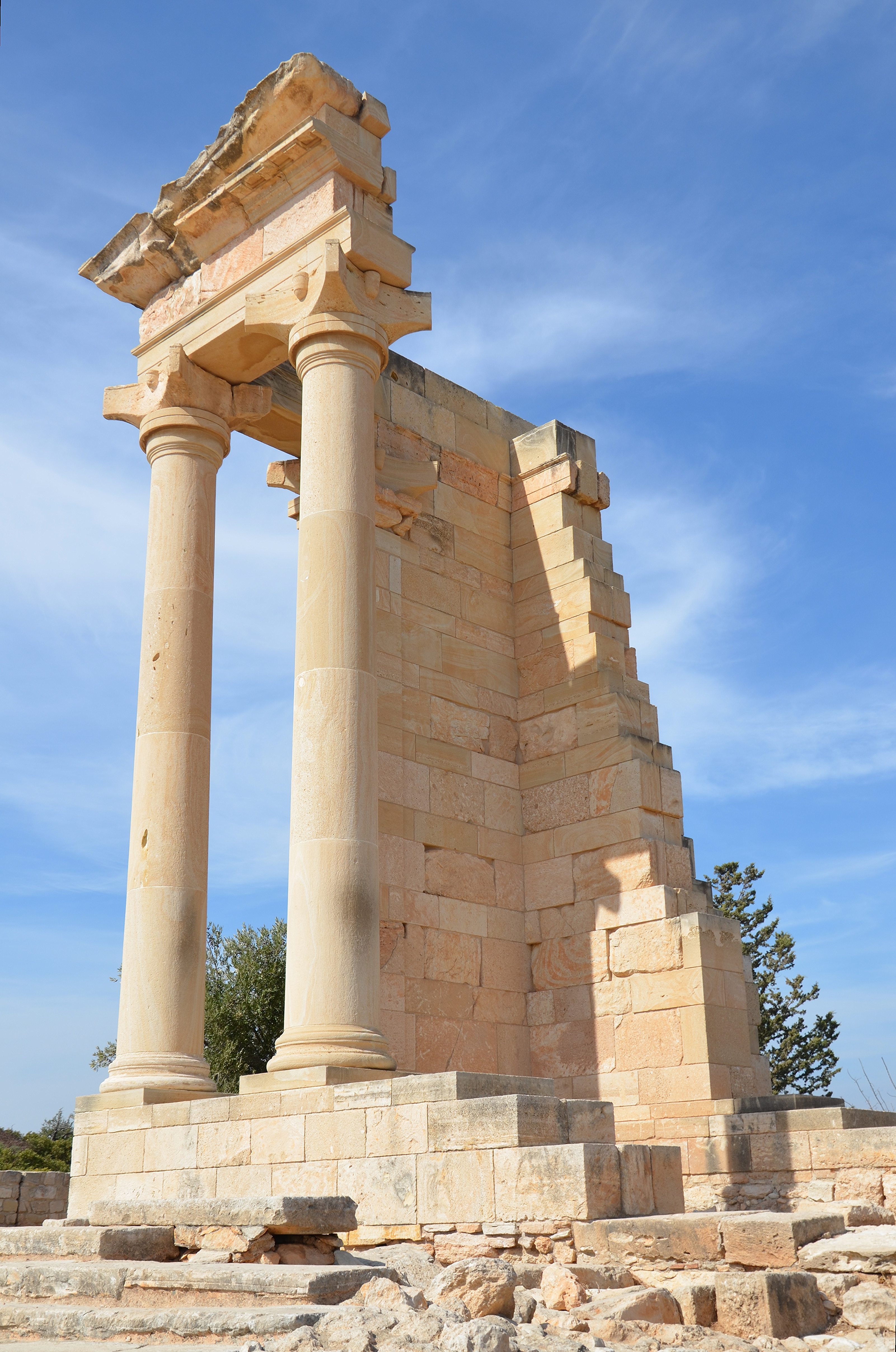
Santuario de Apolo Hilates en Curio.

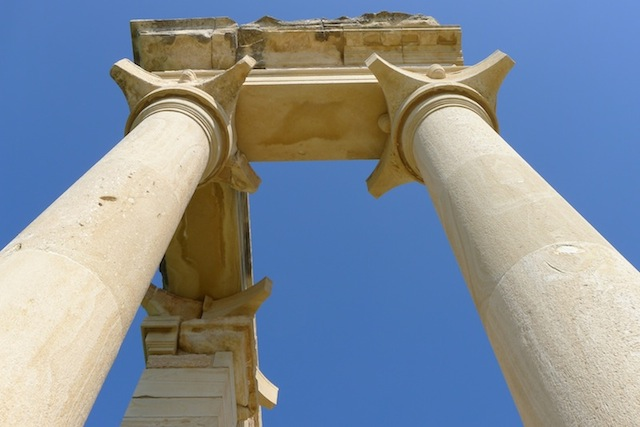
Capiteles nabateos en el Santuario de Apolo Hilates.

Hilates (del griego: Υλάτης) era un dios adorado en la isla de Chipre que luego fue asimilado al dios griego Apolo[cita requerida]. Su nombre probablemente se deriva de ὑλακτέω [ʰylaktéō] 'ladrido' o ὕλη [ʰýlē] 'bosque', razón por la que Lebek lo llama "Apolo de los bosques". Fue adorado desde el siglo III a. C. hasta el siglo III.
Un importante santuario dedicado a él estaba localizado en  Curio (Chipre).

## Santuario de Apolo Hilates
El santuario se encuentra aproximadamente a 2,5 kilómetros al oeste de la antigua ciudad de Curio, al suroeste de la isla en el distrito de Limasol, en la carretera que lleva a Pafos. Fue uno de los principales centros religiosos del antiguo Chipre, donde se adoraba a Apolo como dios del bosque. Se estima que la deidad era venerada en la región por los chipriotas desde el siglo VIII a. C. y continuó hasta el siglo IV. El yacimiento, hoy conocido como "Parque Arqueológico de Kourion" ha sufrido muchas ampliaciones y modificaciones en diferentes momentos.
La mayoría de los monumentos que pueden verse hoy día son parte de las restauraciones del sitio durante el siglo I a. C. Un muro rodeaba el área del santuario y se entraba por la puerta de Curio por el este o la puerta de Pafos por el oeste. Originalmente, estaba compuesto principalmente por un templo, cuyos vestigios permanecen en los cimientos del templo actual, un monumento circular, probablemente dedicado a procesiones o danzas alrededor de un bosquecillo de árboles sagrados y un altar arcaico y un recinto protector. Durante el período romano, el sitio se expandió con la adición de edificaciones al norte y al sur, que pudieron haber sido utilizadas para exhibir las ofrendas votivas o para alojamiento de visitantes. Las figurillas de terracota y cerámica, que se han acumulado dentro del templo desde el siglo V a. C. hasta la época romana, fueron enterrados en un foso votivo. 
Una calle larga, orientada de sur a norte, conduce al Templo de Apolo Hilates, que fue construido durante el Período Clásico Tardío o Período Helenístico Temprano sobre las ruinas del anterior Templo Arcaico. Durante el siglo I, el templo fue reconstruido con un estilo arquitectónico diferente. Al sur del recinto, un pequeño edificio pudo haber sido la casa de un sacerdote. A lo largo de la cara este de los muros se encuentra la palaestra, donde los atletas entrenaban y jugaban, así como las termas públicas. También se reconoce el foro, ágora, las casas, decoradas con mosaicos, de Aquiles, de los Gladiadores y de Eustolios y un teatro con capacidad para unos tres mil quinientos espectadores. El área estaba alimentada por dos acueductos. Posteriormente se construyeron hasta tres basílicas cristianas.